# Grand Prix Pino Cerami 1982
Il Grand Prix Pino Cerami 1982, diciannovesima edizione della corsa, si svolse il 22 aprile su un percorso con partenza e arrivo a Wasmuel. Fu vinto dal belga Ronny Van Holen della Safir-Marc davanti al britannico John Herety e al belga Benjamin Vermeulen.

## Ordine d'arrivo (Top 10)
| Pos. | Corridore          | Squadra               | Tempo    |
| ---- | ------------------ | --------------------- | -------- |
| 1    | Ronny Van Holen    | Safir-Marc            | 5h21'00" |
| 2    | John Herety        | Coop-Mercier-Mavic    | s.t.     |
| 3    | Benjamin Vermeulen | Safir-Marc            | s.t.     |
| 4    | Jan Bogaert        | Europ Decor           | s.t.     |
| 5    | Leo van Vliet      | Ti-Raleigh-Campagnolo | s.t.     |
| 6    | Herman Crabbe      | Europ Decor           | s.t.     |
| 7    | Guido Van Sweevelt | Capri Sonne           | s.t.     |
| 8    | William Tackaert   | DAF Trucks-TeVe Blad  | s.t.     |
| 9    | Willy Vigouroux    | DAF Trucks-TeVe Blad  | s.t.     |
| 10   | Willem Peeters     | Safir-Marc            | s.t.     |